# سهل أنكاد
سهل أنكاد هو سهل تاريخي يقع جنوب بني يزناسن، في أقصى شمال شرق المغرب، وعاصمته مدينة وجدة.

## جغرافيًّا
نظراً للمناخ الجاف نسبيًا، تنحصر الزراعة في الشعير والمراعي وبعض أشجار اللوز أو المكسرات الأخرى. وتسمى أيضا صحراء الشطوط بسبب وجود العديد من البحيرات المالحة ( الشط ).
يقطن سهل فلاحون أمازيغ معظمهم من قبيلة بنو يزناسن وكانت هذه القبيلة في نزاع دائم مع المهاية، وهم من العرب الهلالية، حيث كانتا تتنازعان على مراعي سهل أنكاد.

## السُّكَّان
كما توجد عائلة كبيرة ناطقة بالعربية، حمداوي، وأبرزها الراحل الحاج الأزعرري. ويقال أنهم من قبيلة الشرفاء، ضريح سلفه مولاي أحمد في جبال زيغل في بني يزناسن.

## شخصيات ملحوظة
بلقاسم النكادي، مجاهد وثائر من المقاومة المغربية، من هذا السهل.